# Grote Prijs Raf Jonckheere 1954
De 4e editie van de Belgische wielerwedstrijd Grote Prijs Raf Jonckheere werd verreden op 26 juli 1954. De start en finish vonden plaats in Westrozebeke. De winnaar was Omer Braekevelt, gevolgd door Henri Denys en Raphael Jonckheere.

## Uitslag
| Grote Prijs Raf Jonckheere 1954 |                    |                   |      |
| Plaats                          | Naam               | Ploeg             | Tijd |
| Winnaar                         | Omer Braekevelt    | Terrot-Hutchinson |      |
| 2                               | Henri Denys        | Dossche Sport     |      |
| 3                               | Raphael Jonckheere | The Dura-Pirelli  |      |

1951 · 1952 · 1953 · 1954 · 1955 · 1956 · 1957 · 1958 · 1959 · 1960 · 1961 · 1962 · 1963 · 1964 · 1965 · 1966 · 1967 · 1968 · 1969 · 1970 · 1971 · 1972 · 1973 · 1974 · 1975 · 1976 · 1977 · 1978 · 1979 · 1980 · 1981 · 1982 · 1983 · 1984 · 1985 · 1986 · 1987 · 1988 · 1989 · 1990 · 1991 · 1992 · 1993 · 1994 · 1995 · 1996 · 1997 · 1998 · 1999 · 2000 · 2001 · 2002 · 2003 · 2004 · 2005 · 2006 · 2007 · 2008 · 2009 · 2010 · 2011 · 2012 · 2013 · 2014 · 2015 · 2016 · 2017 · 2018 · 2019 · 2020 · 2021 · 2022